# Еллен Сейнт
Хелена Берженьова (чеськ. Helena Berzsenyiova; нар. 3 жовтня 1983, Чехія), відома як Еллен Сейнт (англ. Ellen Saint) — колишня чеська фотомодель та порноакторка.

## Біографія
У школі була тихою та старанною ученицею. Після школи вступила до університету на факультет світової економіки. Знялася в порнофільмі «Дорожнє кіно».
Найбільше відома сценами анального сексу і потрійного проникнення.
З 2003 по 2009 рік (з 20 до 26 років) знялася у понад 150 порнофільмах.

## Премії та номінації
- 2005 Ninfa Prize номінація — Найкраща старлетка — Road Movies
- 2006 Ninfa Prize номінація — Найкраща акторка другого плану — Guapa e Inaccessible[5]
- 2006 Ninfa Prize номінація — Найоригінальніша сцена сексу — Back 2 Evil 2 (разом з Начо Відалем і Ребекою Лінарес)[5]